# Haja Ralaikera
Haja Ralaikera (né le 16 août 1965 à Tamatave à Madagascar) est un footballeur français d’origine malgache.

## Biographie
Il est repéré par le FC Martigues alors qu'il dispute le championnat de la Réunion avec la SS Jeann d'Arc et effectue un essai dans les Bouches-du-Rhône pendant l'hiver 1986-1987. Il effectue l’essentiel de sa carrière de footballeur au FC Martigues, club avec lequel il dispute 39 matchs en Division 1. Encouragé par les dirigeants martégaux, il acquiert la nationalité française afin de libérer une place de joueur extra-européen dans le cadre du football professionnel pré-arrêt Bosman.
Après la fin de sa carrière professionnelle, il retourne à la Réunion ou il rejoint la JS Saint-Pierroise.
Il travaille ensuite à l'ambassade de Madagascar à Genève (Suisse) où son oncle est ambassadeur et prend part au championnat de football vétérans suisse jusqu'en 2007.
Une fois les crampons raccrochés, il consacre son temps à sa seconde passion, la pétanque et dispute même un tournoi à Ibiza avec la sélection malgache.

## Carrière
- 1987-1990 :  FC Martigues
- 1990-1991 :  Le Mans UC 72 (prêt)
- 1991-1995 :  FC Martigues[2]

## Palmarès
- Champion de France de D2 en 1993 avec le FC Martigues